# Paul Fasal
Paul Fasal (* 9. Oktober 1904 in Wien; † 14. November 1991 in San Mateo/Kalifornien) war ein österreichisch-US-amerikanischer Dermatologe, Lepraforscher und NS-Verfolgter.

## Leben
Paul Fasal war der Sohn des Dermatologen Hugo Fasal und dessen Ehefrau, der Graphikerin und Tochter eines Großindustriellen, Betty Pollak von Rudin. Die Familie war jüdischen Glaubens. Paul Fasal besuchte das akademische Gymnasium in Wien und studierte ebenfalls in seiner Heimatstadt Medizin. Im Jahr 1929 wurde er daselbst promoviert. Anschließend avancierte Fasal zum Hilfsarzt an der Abteilung für Syphilidologie und Dermatologie der Wiener Universitätsklinik. Chefarzt war zu diesem Zeitpunkt Wilhelm Kerl. 1933 wurde Fasal zunächst Assistenzarzt, ab 1935 dann interimistischer Leiter der Dermatologischen Abteilung des Krankenhauses in Wieden. Vor seiner Flucht 1938 im Zuge des Anschlusses aus Österreich nach British-Malaya entwickelte er noch die Brandsalbe „Tebege“. In British-Malaya arbeitete er im Auftrag der britischen Regierung am Institute for Medical Research in Kuala Lumpur. In der Leprakolonie von Sungei Buloh studierte er das Krankheitsbild der Lepra. 1941 gelang ihm mit seiner Familie die Immigration in die USA. Hier war er zunächst Assistenzarzt im Hahnemann Hospital. 1944 eröffnete er eine Privatpraxis in San Franzisko. 1950 avancierte er zum Clinical Instructor der Abteilung Dermatologie an der University of California, Medical School San Francisco. Zudem wurde er Associate Professor of Dermatology an der Stanford University, Kalifornien.
Paul Fasal war verheiratet mit der Medizinerin Elfriede Hitzler (* 1909). Dem Vater Hugo Fasal gelang 1940 die Flucht in die USA, von wo er im Dezember 1940 zu seinem Sohn nach Kuala Lumpur reisen wollte. Am 17. Jänner 1941 verstarb der Vater bei dieser Fahrt auf dem Schiff. Pauls Mutter Betty Pollak von Rudin zog anschließend nach Peking und kehrte nach dem Krieg nach Wien zurück. Paul Fasal verstarb im kalifornischen Exil.

## Publikationen
- mit Emmerich Farkas, Pathologisches Institut Poliklinik Wien unter Vorstand Carl Sternberg, (1929): Über die körnchenförmigen Kalkeinlagerungen in der Arterienmedia Digitalisat
- 1932: Experimentelle Untersuchungen über die Resorption salbeninkorportierten Schwefels und klinische Ergebnisse bei Verwendung einer neuen Schwefelsalbe (Teil I)
- 1934: Experimentelle Untersuchungen über die Resorption salbeninkorporierten Schwefels und klinische Ergebnisse bei Verwendung einer neuen Schwefelsalbe (Teil II) Digitalisat
- 1934: Hautveränderungen durch Blitzschlag. In: Dermatologische Zeitschrift, 68 (3), S. 105–111 Digitalisat
- mit Franz Lengh (Juli 1937): Über einen Fall von tödlicher Wismutvergiftung im Verlauf einer antiluischen Behandlung. In: Archives of Dermatological Research, Vol. 175, Springer, S. 718–724 Digitalisat
- aus der Dermatologischen Abteilung des Krankenhauses Wieden in Wien (1938): Versorgung und Behandlung von Brandwunden. In: Der Chirurg, 10. Jg., 13. Heft[4]

## Auszeichnungen
- 1969 durch die US-Armee: Civilian Service Medal
- 1972 durch Präsident Richard Nixon (1912–1994): Distinguished Service Award des Ministeriums für Gesundheit, Bildung und Soziales der US-Regierung.